# Aclypea daurica
Aclypea daurica es una especie de escarabajo del género Aclypea, familia Silphidae. Fue descrita científicamente por Gebler en 1832.
Se distribuye por China y Rusia. La especie se mantiene activa entre abril y julio.